# Misteri de Samotràcia
El misteri de Samotràcia fou una religió mistèrica de l'antiga Grècia important que va adquirir especial relleu a l'època hel·lenística, quan el món grec va ser escenari d'una notable floració de religions mistèriques. Moltes en procedien d'Orient, però hi va haver misteris d'origen grec que al principi haurien constituït la religió d'una ciutat o santuari, per convertir-se, amb el temps, en una secta més o menys accessible. Existeix una evident afinitat entre la naturalesa de les religions mistèriques i el caràcter tel·lúric de la religió prehel·lènica, anterior a l'arribada de gents indoeuropees a terres gregues, amb la seva religió lluminosa del cel, de la llum, de la distància. És força notable que els trets fonamentals d'aquella religió indígena de l'esdevenidor, de la Terra mare i de l'ultraterrenal, perduren gairebé sempre amb més força que la religió nacional i ho fan en forma de misteris, en els quals l'individu troba un sistema de dogmes i esperances, i, en definitiva, una via a les seves necessitats espirituals.
A jutjar per les inscripcions trobades a l'illa de Samotràcia, predominaven els lacedemonis entre els iniciats i, en efecte, sembla que els misteris de Samotràcia van estar vinculats a l'oposició política d'Atenes, ciutat afí, en canvi, als misteris d'Eleusis. L'oposició que, en un moment determinat, sí que havia estat a Esparta, va ser més tard a Macedònia. Narra Plutarc (Vides paral·leles, Alex., 2) que Filip II de Macedònia va marxar a Samotràcia per ser iniciat en els misteris, i va coincidir allà amb una princesa epirota arribada amb la mateixa intenció, i que aquesta trobada va ser el precedent del seu casament. Sigui o no verídica l'anècdota, no deixa de ser simptomàtica. I cal no oblidar, d'altra banda, l'interès de Filip per sostreure Samotràcia a l'esfera política atenesa. Alexandre el Gran va seguir en aquest sentit l'actitud del seu pare, mostrant-se devot d'aquests misteris que, amb les seves conquestes, van aconseguir notable difusió en el món hel·lenístic. Sota l'Imperi romà, l'ascendent de Samotràcia i els seus misteris no va experimentar cap descens.
Els déus dels misteris de Samotràcia són els anomenats cabirs i se situen en l'àmbit de la religió de Tràcia, regió on poden detectar una sèrie d'elements agraris i tel·lúrics de fons naturalístic que, trasplantats a l'ambient tancat de les illes, haurien determinat el seu caràcter mistèric. Hi és característica la presència d'una parella divina acompanyada d'un déu fill i el consegüent seguici de genis homònims. Aquests mateixos elements també apareixen, d'altra banda, a les illes adjacents a la costa tràcia, i veïnes de Samotràcia: Lemnos, Imbros i Tasos.
Si és fosc el contingut de la religió cabírica, no ho és menys l'origen i naturalesa d'aquests déus cabirs. Encara que el seu santuari principal era a Samotràcia, van ser adorats, fins i tot, a Egipte (concretament, a Memphis, segons Heròdot 11,51). Les explicacions dels mitògrafs són diverses. Segons Acusilau, el seu origen es remunta al déu Hefest, el qual, unit a Cabir, hauria engendrat Casmil, pare al seu torn dels tres cabirs. Entre altres versions diferents, cal destacar la de Mnàsea de Patras, un escriptor del segle iii aC: segons el seu testimoni (transmès per un escoli a les Argonàutiques d'Apol·loni de Rodes) els cabirs eren quatre: Axieros, Axiocersa, Axiocersos i Casmilos, identificats amb Demèter, Persèfone, Hades i Hermes, respectivament, i, de vegades, entre els romans, amb Júpiter, Mercuri, Juno i Minerva. Segons aquesta versió, que no deia res de la seva genealogia, els cabirs només seria un nom convencional de les divinitats invocades. Els mites referents a aquestes divinitats són escassos. Com a components del seguici de Rea, es deia que havien assistit al naixement de Zeus sobre l'acròpoli de Pèrgam.
En definitiva, poques dades segures es tenen en referència a aquests misteris. Com a tret específic d'aquests, assenyala Álvarez de Miranda el fet que s'oferia als criminals una possibilitat d'absolució, de purificació (en els misteris d'Eleusis, per contra, se'ls rebutjava), i que aquesta cerimònia assumia la forma ritual d'una confessió, fet excepcional en la religió grega i freqüent, en canvi, en la religiositat antiga.